# Tilt
A Tilt Greg Howe és Richie Kotzen 1995-ben megjelent közös albuma, mely a Shrapnel Records gondozásában jelent meg. A felvételek a két gitáros saját stúdióban készültek, de a producerkedést is magukra vállalták a zenészek. Howe elmondása szerint a Shrapnel elnöke Mike Varney kezdeményezte az együttműködést. Varney stilisztikai hasonlóságokat fedezett fel a két gitáros stílusában, így ennek megfelelően ezen a korongon nagy szerepet kap a rockzene mellett a jazz is. A lemez nagyrészt negatív kritikákban részesült, az AllMusic mindössze 2 csillaggal jutalmazta a lehetséges ötből, több kritika is kifejtette, miszerint a dalok túlságosan a két gitáros technikai képességeire koncentrálnak, mintsem az emlékezetes momentumokra.
Ennek ellenére a lemezt viszonylag nagy érdeklődés fogadta, így 1997-ben megjelent a folytatás is Project címmel.

## Számlista
| 1.    | Tilt               | Greg Howe     | 5:27 |
| 2.    | Chase the Dragon   | Richie Kotzen | 4:59 |
| 3.    | Tarnished With Age | Howe          | 5:10 |
| 4.    | Outfit             | Kotzen        | 4:14 |
| 5.    | Contusion          | Stevie Wonder | 6:25 |
| 6.    | I Wanna Play       | Kotzen        | 5:42 |
| 7.    | Seventh Place      | Howe          | 6:26 |
| 8.    | O.D.               | Kotzen        | 4:52 |
| 9.    | Full View          | Howe          | 5:57 |
| 49:12 |                    |               |      |

## Közreműködők
- Greg Howe – gitár, billentyűs hangszerek, basszusgitár, (1, 3, 5, 7, 9 dalokban), hangmérnök, keverés, producer
- Richie Kotzen – gitár, ének, clavinet, basszusgitár (2, 4, 6, 8 dalokban), hangmérnök, keverés, producer
- Jon Doman – dob (1, 3, 5, 9 dalokban)
- Atma Anur – dob (2, 4, 6, 8 dalokban)
- Kevin Soffera – dob (7. dalban)
- Kenneth K. Lee, Jr. – maszter